# Hommert
Hommert là một xã trong vùng Grand Est, thuộc tỉnh Moselle, quận Sarrebourg, tổng Sarrebourg. Tọa độ địa lý của xã là 48° 40' vĩ độ bắc, 07° 10' kinh độ đông. Hommert nằm trên độ cao trung bình là 450 mét trên mực nước biển, có điểm thấp nhất là 250 mét và điểm cao nhất là 461 mét. Xã có diện tích 3,49 km², dân số vào thời điểm 1999 là 323 người; mật độ dân số là 92 người/km². Xã thuộc Pháp từ năm 1661.

## Thông tin nhân khẩu
| 1962 | 1968 | 1975 | 1982 | 1990 | 1999 |
| ---- | ---- | ---- | ---- | ---- | ---- |
| 365  | 371  | 384  | 368  | 329  | 323  |